# ブラック・セミノール

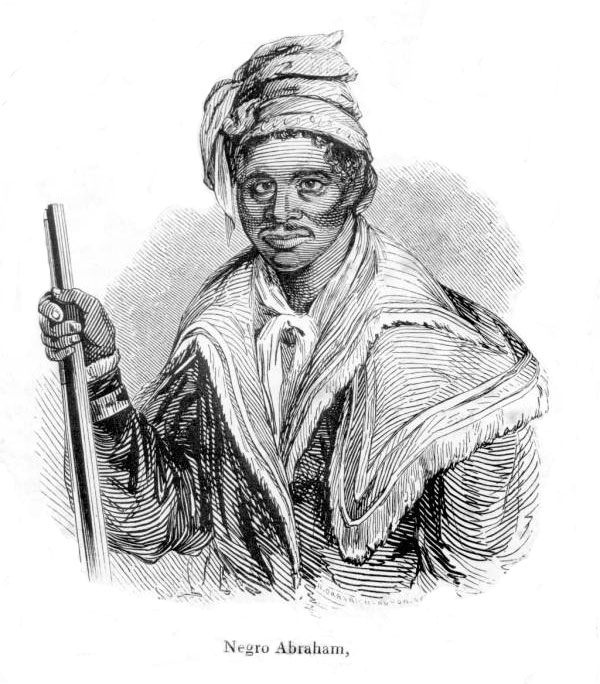
アブラハムと呼ばれたブラックセミノールのリーダー

ブラック・セミノール(Black Seminole)は、早ければ1600年代の後半から、サウスカロライナ州とジョージア州の南部、大西洋岸一帯から、フロリダの荒野に逃げ込んだ逃亡奴隷(マルーン)の子孫である。逃亡奴隷たちは、同時期にフロリダに逃げ込んだ様々なインディアンの集団と一緒になった。その２つの集団が一緒になり、多民族、多人種の同盟としてセミノール部族を形成した。今日、ブラック・セミノールの子孫たちは、オクラホマ州とテキサス州、バハマとメキシコ北部の村落にまだ住んでいる。19世紀のフロリダの「ブラック・セミノール」たちは、彼らの敵である白人のアメリカ人には「セミノール・ニグロ」と呼ばれ、他のインディアンからは「ブラック・ピープル」と呼ばれた。

## 起源
フロリダの領地をイギリスの攻撃から防御するスペインの戦略は、当初、土着のインディアンを民兵として組織化することだった。しかし、サウスカロライナ州の植民者の襲撃と、西アフリカから輸入された黒人奴隷から伝染した熱帯病が、フロリダの先住民の多くを殺した。もう少しで地元のインディアンが死に絶えるところであった時に、スペインは、英国が支配していた北の植民地の裏切ったインディアンと逃亡奴隷に、南へ移動することを奨励した。スペイン人は、イギリス人にとっての伝統的な敵が、イギリスの拡大を食い止める際に効果を表すことを望んでいた。
1689年には、アフリカ人奴隷たちは、自由を求めてサウスカロライナのロー・カントリーからスペイン領フロリダへ逃れた。フェリペ5世の布告の下で、黒人の逃亡者は、セントオーガスティンのスペイン人移住者を守ることと引き換えに、自由を受け取った。スペイン人は、黒人の志願兵でミリシア（民兵）を組織した。1738年に作られた彼ら黒人のモーセ砦(w:Fort Mose Historic State Park)の居住地は、北アメリカで最初の法的に認可された自由な黒人の町となった。
しかし、南から逃げてきた奴隷のすべてが、好んでセントオーガスティンの兵役についたわけではなかった。恐らくそれよりずっと多くの逃亡奴隷たちが、熱帯での農業の知識や、熱帯病への抵抗の知識が役立ったであろうフロリダ北部の荒野の地帯に逃げ込んで難を避けた。フロリダを開拓した黒人の大部分は、サウスカロライナ(後のジョージア州)のコメの農園から逃れてきたガラ人(Gullah)だった。ガラ人として彼らは多くのアフリカ言語と文化遺産とリーダーシップの構造を保持した。彼らガラ人のパイオニアは、コメとトウモロコシの農業を基本にした居住地を自ら作り、それと同時に、フロリダに逃げるインディアンにとっては有能な同盟者であることが判明した。
アメリカ独立戦争(1775年〜1783年)の間には、数千人のアメリカ人奴隷は、自由と引き換えに英国と闘うことを同意し、フロリダには自由を求める黒人が新たに流入した（この戦争時、フロリダは英国の統制下にあった）。また、独立戦争の間には、セミノールインディアンもまた英国と同調し、結果として、アフリカ人とセミノールはお互いの接触を増加させた。両方のコミュニティのメンバーは、米英戦争の間も再び英国側につき、アメリカの英雄、司令官アンドリュー・ジャクソンへの復讐を誓って結びつきを強めた。

## アフリカ人とセミノールの関係
19世紀初頭、マルーン(自由黒人と逃亡奴隷)とセミノール・インディアンは、フロリダで普通に接触していて、そこで彼らは北米インディアンと黒人の間のユニークな関係を構築させた。マルーンはインディアンに家畜と作物を年貢として納めるのと引き換えに聖域を見つけた。インディアンとしては、人口のまばらなそれらの地域の重要な戦略上の同盟として、マルーンを順番に買収していった。
通常、セミノールのコミュニティのほとんどすべてのマルーンは、インディアンの酋長の個人的な奴隷として特定された。しかしセミノールの奴隷制度は、アメリカ南部で実施されていた奴隷制度のシステムとは無関係で、歴史家はよくその習慣を封建制度と比較する。マルーンは、彼ら自身の独立した共同体に住み、彼ら自身の黒人のリーダーを選び、牛や作物などの適度な富を蓄えることができた。最も重要な点は、彼ら自身が自衛のために武器を携帯していたことである。
1822年の国勢調査では、800人の黒人がセミノールと共に暮らし、北アメリカの歴史の中で最大のマルーン共同体を構成していたと見積もられている。黒人の居住地は、アメリカ南部の奴隷の条件に比べるととてもよく軍事化されていた。南部の奴隷制度に比べるとセミノールの奴隷制度は寛容だったが、しかし不平な関係は残った。セミノールの酋長は、マルーンから威信と富を勝ち得たが、セミノールも白人も、ブラック・セミノールはインディアン部族のメンバーではないと考えていた。黒人の首長は、時折セミノールの共同体ら婚礼やその他のサービスを受けることがあったが、これは例外であり、規則ではなかった。

## 文化
1800年以降に具現化したブラック・セミノールの文化は、アフリカ、インディアン、スペイン、そして奴隷の伝統のダイナミックな混合である。インディアンの伝統によって、マルーンはセミノールの衣服を着用し、クンティなどの植物の根を食用にし、乳鉢でトウモロコシをすりつぶして作るペースト、ソフキー(sofkee)を作った。
しかし、インディアンと離れて生活したマルーンは、彼ら独自のアフリカ系アメリカ文化を発展させた。ブラック・セミノールには、大農園から継続されたキリスト教を融合した様式に向かう傾向があった。結婚を祝福するジャンピン・ザ・ブルーム(jumpin' the broom)のような文化的な習慣は、大農園から生まれた。その他の、黒人の町の名前に使われるような習慣は、確実にアフリカの影響を受けている。
言語は、特にブラック・セミノールの異なった文化を示している。アフロ・セミノール語は、サウスカロライナとジョージア州の海岸に沿った群島の方言である、ガラ語(Gullah)と強く関連している。ガラ語と同じく、アフロ・セミノール語は、バンツー語やその他のアフリカ言語と同様に、スペイン語や英語、マスコギ語族から単語を取り入れたクレオール語である。

## セミノール戦争における黒人
アメリカ合衆国建国の時から、フロリダの武装した黒人共同体の存在は、アメリカ人の奴隷所有者にとって主な心配事であった。奴隷所有者たちは、アメリカ合衆国憲法の採用の後で批准された最初の条約であるニューヨーク条約 (1790年)で、フロリダの黒人の逃亡者の返還を望んだ。アンドリュー・ジャクソン総督は、1816年、ブラック・セミノールの要塞、ニグロ・フォートへの攻撃を指揮し、フロリダのマルーンの共同体を標的にした。マルーンの共同体を破壊することは、それに続く第一次セミノール戦争(1817年〜1818年)での、ジャクソン総督の主な目的のひとつだった。
第二次セミノール戦争(1835年〜1842年)では、ブラック・セミノールとアメリカ合衆国の間の緊張が高まり、黒人とセミノールの同盟の歴史的なピークを迎える。この戦争は、インディアン移住の政策の下、フロリダの4000人のセミノール・インディアンと800人のブラック・セミノールの一部を、西部のインディアン準州に移住させようという、アメリカ合衆国の取り組みから生じた。この戦争以前に、少なくとも100人のブラック・セミノールについては、逃亡奴隷として、白人市民から返還を要求されていた。これら100名を奴隷にする直接的な試みを恐れ、また、さらに多くの共同体のメンバーを奴隷にする試みを予期して、ブラック・セミノールらは強制移住に対して強く反発した。戦前の協議では、彼らはオシオーラ(Osceola)によって導かれたもっとも好戦的なセミノールの一派の支持に回った。戦争が勃発した後には、ジョン・シーザー、エイブラム、ジョン・ホースといった個人の黒人指導者が重要な役割を担った。闘争でインディアンを支援することに加えて、ブラック・セミノールは、開戦直後に少なくとも385の大農園の奴隷の反乱を共謀した。奴隷たちは、1835年12月25日から1836年の夏を通じて、インディアンとマルーンによる21の砂糖の大農園の破壊活動に加わった。これを、アメリカ合衆国の歴史上、最大の奴隷反乱と記述する学者もいる。

## 西部のブラック・セミノール
1838年の後、500名のブラック・セミノールは、セミノールインディアンと共に現在のオクラホマ州のインディアン準州へ移住した。軍による自由の約束にもかかわらず、西に向かうブラック・セミノールは奴隷の襲撃者たちに脅迫された。その中には奴隷制に賛成しているクリーク・インディアンとかつてのセミノールの同盟者も含まれていて、彼らのマルーンに対する忠誠は戦争の後減退した。連邦軍の司令官たちはブラック・セミノールを保護しようと努めたが、1848年、合衆国司法長官は奴隷制賛成のロビイストに屈服し、マルーンの武装解除を軍に命じた。
奴隷になる可能性に直面して、1849年、マルーンの指導者ジョン・ホーストと約100名のブラック・セミノールは、インディアン準州から、奴隷制が非合法だったメキシコへの集団逃亡を成し遂げた。1850年7月、この黒人の脱走者たちは自由へ横断した。彼らは、この遠征を率いたインディアン酋長コアコチーの下の伝統主義的セミノールの派閥の助力を得た。メキシコ政府はこのセミノールの同盟者たちを、国境の辺境地の警護として歓迎した。
その後20年間、ブラック・セミノールはメキシコの民兵として務め、"los mascogos"と呼ばれるようになった。テキサスからの襲撃者はコミュニティを脅迫し続けたが、メキシコ軍からの武器と応援もあり、彼らは自衛することができた。
この時代を通じて、数百名のブラック・セミノールはオクラホマのインディアン準州に、セミノールの同盟者として残った。合衆国の奴隷制が終焉して、これらのマルーンたちは「セミノール自由人」と呼ばれるようになった。彼らは(彼らの子孫と同様に)、オクラホマ州のウェウォカ(w:Wewoka, Oklahoma)周辺に居住し、そのコミュニティはジョン・ホースが1849年に設立した黒人開拓地で、現在はセミノール・ネーション・オブ・オクラホマの本国となっている。
1870年、アメリカ軍はメキシコに拠点を持つブラックセミノールに、合衆国に戻って軍の偵察として務めるよう招いた。「セミノール・ニグロ・インディアン・スカウツ(The Seminole Negro Indian Scouts)」(という名前にもかかわらず黒人部隊だったが)は、1870年代のテキサスのインディアン戦争において重要な役割を演じた。偵察隊はその追跡能力と並外れた持久力で有名になった。彼らのうちの4名は、栄誉章を受け取った。彼らは、命令する白人司令官と、彼らと緊密に連携したバッファロー・ソルジャーとして知られるすべて黒人の部隊の、最前線の偵察隊として務めた。テキサスのインディアン戦争が終わった後、彼らはテキサス州ブラケットビル(w:Brackettville, Texas)のクラーク砦に駐留し、1914年に軍が解散するまで残った。彼らの家族はブラケットビル周辺に居住し、そこにはテキサスを拠点としたブラックセミノールの教会と墓地が残っている。
ナシメントとコアウイラのコミュニティは、キカプーインディアンに隣接して持続している。さらにブラック・セミノールのコミュニティは、大陸から離れてバハマ諸島のアンドロス島にも残っている。ここは19世紀、フロリダ戦争のころにアメリカの奴隷制から逃れた聖域として創設された。
2003年と2004年、オクラホマ州のセミノール自由人は、セミノール・ネーション・オブ・オクラホマとの、部族内の公民権を巡る法的な争いでニュースになった。自由人らはセミノール・ネーションに与えられる5600万ドルの決済の分配を増やすよう訴えた。争いはセミノール・インディアンが、何名かの自由人を、部族の決済と公民の権利を含めることから排除することを投票した後に発展した。2004年6月、合衆国最高裁は、彼らがセミノール・ネーションの承諾を得るまで、決済の包含について連邦政府に訴訟を起こすことをセミノール自由人らに許可しなかった。

## 脚註
1. ↑  Landers Black Society in Spanish Florida 25 citing Royal Decree of Charles II.
2. ↑  Wright Creeks and Seminoles 85-91, Mulroy Freedom on the Border 11. ブラック・セミノールの口承の伝統によると、フロリダもまた、決して奴隷化されずに遠征隊や奴隷船から逃げ残った黒人逃亡者たちの故郷であった。 See Bird "Were all Black Seminoles descendants of fugitive slaves?".
3. ↑  Simmons 76, Mulroy 17-22, Porter The Negro on the American Frontier 239, McCall Letters From the Frontiers 160, United States American State Papers: Military Affairs 7:427.
4. ↑  koonti, ザミア科（旧ソテツ科）の植物。学名ザミア・インテグリフォリア
5. ↑  Mulroy 20-22, Porter Black Seminoles 6, Foster Negro-Indian Relations in the Southeast 51-59, Simmons 44, Hancock The Texas Seminoles and Their Language.
6. ↑  Miller Treaties and Other International Acts of the United States 2: 344, Twyman The Black Seminole Legacy and Northern American Politics 78-79.
7. ↑  United States American State Papers: Foreign Affairs 4: 559-61, Army Navy Chronicle 2: 114-6, Mahon 65-66.
8. ↑  Mahon 69-134, Porter Black 25-52.
9. ↑  Bird "The Largest Slave Rebellion in U.S. History," Brown "Race Relations in Territorial Florida" 304, Rivers Slavery in Florida 203.
10. ↑  Porter Black 97, 111-123, United States Attorney General Official Opinions 4: 720-29, Giddings Exiles of Florida 327-28, Foreman The Five Civilized Tribes 257, Littlefield Africans and Seminoles 122-25.
11. ↑  Foster 42-43, Mulroy 58, Porter Black 130-31.
12. ↑  Mulroy 56-73, Porter Black 124-147.
13. ↑  Porter Black 175-216, Wallace Ranald S. Mackenzie 92-111.
14. ↑  Goggin "The Seminole Negroes of Andros Island" 201-6, Mulroy 26.
15. ↑  Bakari "Seminoles With African Ancestry," "Seminole Freedmen rebuffed by Supreme Court."